# Beechwood (Misisipi)
Beechwood es un lugar designado por el censo ubicado en el condado de Warren en el estado estadounidense de Misisipi. En el año 2010 tenía una población de 3,426 habitantes.

## Geografía
Beechwood se encuentra ubicado en las coordenadas 32°19′47.07″N 90°49′2.9″O / 32.3297417, -90.817472.